# Княжицька сільська рада (Києво-Святошинський район)
| Княжицька сільська рада — колишній орган місцевого самоврядування у Києво-Святошинському районі Київської області з адміністративним центром у с. Княжичі. Водоймища на території, підпорядкованій даній раді: річка Ірпінь. Сільській раді були підпорядковані населені пункти: - с. Княжичі - с. Жорнівка |

## Склад ради
Рада складалася з 16 депутатів та голови.

### Керівний склад ради
| ПІБ                            | Основні відомості                                                 | Дата обрання | Дата звільнення |
| ------------------------------ | ----------------------------------------------------------------- | ------------ | --------------- |
| Шинкаренко Олена Олександрівна | Сільський голова, 1960 року народження, освіта, позапартійна      | 26.03.2006   | 31.10.2010      |
| Шинкаренко Олена Олександрівна | Сільський голова, 1960 року народження, освіта вища, позапартійна | 31.10.2010   |                 |

Примітка: таблиця складена за даними джерела